# .fr
.frはフランスの国別コードトップレベルドメイン(ccTLD)。AFNICが管轄している。

## セカンドレベルドメイン
- .tm.fr - 商標の所有者向け
- .asso.fr - 協会向け
- .nom.fr - 姓向け
- .prd.fr - 研究開発プログラム
- .presse.fr - 新聞
- .com.fr -
- .gouv.fr - フランス政府機関など